# Bonson (Loira)
 Bonson  es una población y comuna francesa, situada en la región de Auvernia-Ródano-Alpes, departamento de Loira, en el distrito de Montbrison y cantón de Saint-Just-Saint-Rambert.

## Demografía
| 904 | 1096 | 1513 | 2566 | 3880 | 3816 |
| Para los censos de 1962 a 1999 la población legal corresponde a la población sin duplicidades (Fuente: INSEE [Consultar]) |      |      |      |      |      |